# Juryfreie Kunstausstellung
Die Juryfreie Kunstausstellung oder Juryfreie Kunstschau Berlin (J.K.B.), eigentlich „Juryfreie Kunstschau-Berlin. Arbeitsgemeinschaft der Juryfreien e. V.“ war eine von dem Maler Hermann Sandkuhl 1911 aus der Berliner  Verein Berliner Künstler (VBK) heraus gegründete im Wortsinn juryfreie und daher nicht an Richtungen gebundene eher kunstwirtschaftliche Vereinigung: „eine Organisation, die Gleichberechtigung verspricht für ihre Mitglieder, die zuerst mal eins schafft, das ist die absolute, jedem Künstler zu verbürgende Möglichkeit, seine Arbeit zu zeigen, sie auf den Markt zu bringen, ihr die allerelementartste Möglichkeit zu schaffen, gesehen und anerkannt zu werden und damit die Möglichkeit zum Verkauf.“ (H. Sandkuhl, 22. Mai 1911).
Juryfreie Ausstellungen gab es auch in Leipzig. Dazu hieß es damals: „Diese „Juryfreie“ ist eine Not-Aktion der Leipziger Künstler auf breitester Grundlage gegen die Gleichgültigkeit der Zeitgenossen. Sie will aufklären, aufrütteln, will die Maßgeblichen wie die breiten Massen in der Heimatstadt auf die trübe Lage der Künstler mit Nachdruck hinweisen.“

## Geschichte

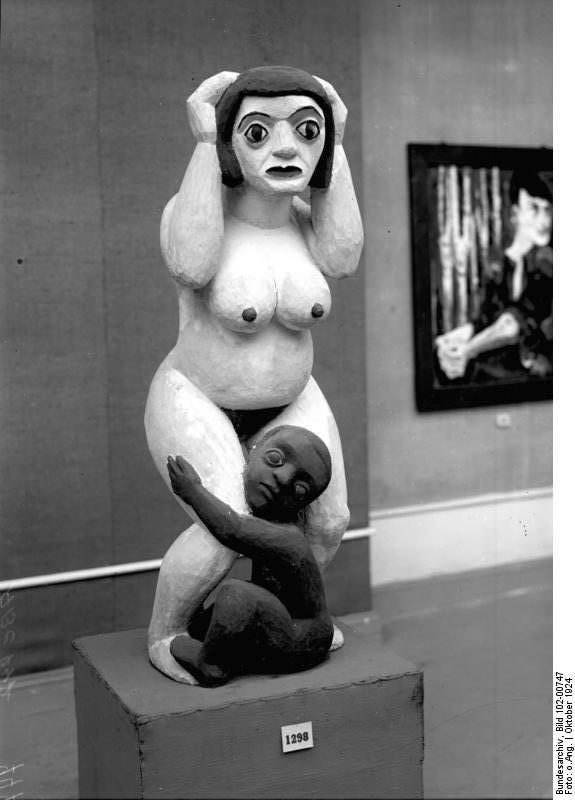
Holzplastik „Mutter“ von Hermann Scherer in der juryfreien Kunstschau im Landesausstellungsgebäude in Berlin, Oktober 1924

Zum Vorstand der Juryfreien Kunstausstellung gehörten 1911 Hermann Sandkuhl als erster Vorsitzender, Georg Tappert als zweiter Vorsitzender, M. von Bülow als Schriftführer, G. Moré als Schatzmeister, sowie Käthe Kollwitz, Martin Brandenburg, der Bildhauer Bergfeld, Hans Schadow, Max Fabian und der Grafiker Fritz Wolff an.
Die Juryfreie Kunstausstellung organisierte seit Oktober 1911 einen entsprechend unzensierten Bildermarkt, der schnell zum Forum der Moderne wurde. Ausstellungsort war das Landesausstellungsgebäude am Lehrter Bahnhof, seit 1930 das „Haus der Juryfreien“: „Eine offene Tür zu haben für Maler und Bildhauer aller Künstlergruppen, das ist die Kunstpolitik der J.K.B.“ (Geleitwort zur Juryfreien Kunstschau 1924)
Im Haus der Juryfreien wurde auch die Internationale Ausstellung „Frauen in Not“ gezeigt (9. Oktober bis zum 1. November 1931).
Die Juryfreie hatte zur Zeit ihrer Blüte nur 24 Mitglieder (u. a. Charles Crodel, Wassily Kandinsky, Gerhard Marcks, Oskar Schlemmer, Heinrich Schwarz) aber 600 ausstellende Künstler (1926).
Am 7. Februar 1925 gab es das Fest der Juryfreien. 1930 war eine Schule der Juryfreien im „Haus der Juryfreien“ angekündigt. Dort wurden auch Einzelausstellungen und thematische Ausstellungen gezeigt (z. B. 1932: „Das Meisterphoto“). Auch bestanden Verbindungen zur „Société des Artistes Indépendants“ in Paris.
Eine Besonderheit war das in den von Crodel geleiteten Druckwerkstätten der Kunstgewerbeschule der Stadt Halle Burg Giebichenstein hergestellte Graphikangebot der Juryfreien (darunter Drucke von Ernst Barlach) und eine eigene Kunstsammlung, die vermutlich in der Art einer Graphothek organisiert war. Der Bestand wurde im Zuge der nationalsozialistischen Kunstsäuberungen vernichtet, die im Sommer 1933 mit der Zerstörung der Malereien von Charles Crodel in Bad Lauchstädt und der Verbrennung der Arbeiten seiner Druckwerkstatt in der Burg Giebichenstein einsetzten.
Noch 1933 und 1934 gelang der Arbeitsgemeinschaft die „Freie Kunstschau“ durch das Entgegenkommen des Hauses Wertheim in Berlin, Bellevuestr. 7. Danach wurde die Vereinigung 1934 von den Nationalsozialisten aufgelöst und das Haus der Juryfreien samt dem Vermögen der Arbeitsgemeinschaft liquidiert.